# Linha de Alta Velocidade Porto–Lisboa
A Linha de Alta Velocidade Porto-Lisboa é um projeto previsto no Plano Nacional de Investimentos 2030 (PNI 2030) para ligar as maiores cidades de Portugal, mais concretamente, as áreas metropolitanas do Porto e de Lisboa.
O Projeto da nova Linha ferroviária foi publicamente apresentado a 29 de setembro de 2022 pela Infraestruturas de Portugal (IP) na Estação de Porto-Campanhã com a presença do Primeiro-Ministro, António Costa, do Ministro das Infraestruturas e da Habitação, Pedro Nuno Santos, e do Presidente e do Vice-Presidente do Conselho de Administração Executivo da IP, Miguel Cruz e Carlos Fernandes.
Em Maio de 2023 foi anunciado que início da operação da linha de alta velocidade entre Porto e Lisboa está previsto para 2029, com 19 viagens por sentido por dia.

## Características Gerais do Projeto
A futura Linha que irá ligar Porto-Lisboa será em via dupla, adequada para Alta Velocidade. As atuais estações ferroviárias existentes ao longo do percurso serão adaptadas, não só para acomodar as composições dedicadas à Alta Velocidade mas também para a disponibilização de novos serviços adequados aos passageiros. O projeto prevê ainda a construção de uma nova estação ferroviária enterrada em Santo Ovídio, Vila Nova de Gaia.
A concretização final do Projeto irá permitir uma redução do tempo de viagem entre as duas cidades, das atuais 2h49 do serviço Alfa Pendular para apenas 1h15 numa viagem sem paragens. Os benefícios decorrentes da Alta Velocidade alargam-se a todo o território nacional e não só às cidades atravessadas pela nova Linha, permitindo encurtar significativamente os tempos de viagem também para o interior do país.
Em 2028, com a concretização da primeira fase do Projeto, os passageiros poderão beneficiar de uma redução de 40 minutos na sua viagem entre Porto e Lisboa.
A nova linha Porto-Lisboa tem uma velocidade de projeto de 300 km/h.

### Tempos de Percurso
Atualmente o tempo de percurso entre Porto e Lisboa é de 2h49 com o serviço Alfa Pendular na Linha do Norte e um mínimo de 3 paragens. Com a Fase 1 do projeto terminada, em 2028 entre Porto e Soure, o tempo de percurso será reduzido para 1h59 sem qualquer paragem. Com a Fase 2 terminada, em 2030 entre Soure e Carregado, o tempo de percurso será reduzido para 1h19. E com a Fase 3 terminada, após 2030 entre Carregado e Lisboa, o tempo de percurso será reduzido para apenas 1h15.

### Articulação com a Rede Ferroviária Convencional
A Linha de Alta Velocidade Porto-Lisboa terá o seu próprio traçado, no entanto estará articulada com a Rede Ferroviária Convencional em pontos estratégicos. Na estação de Porto-Campanhã estará articulada com a Linha do Minho; em Aveiro, Coimbra, Soure, Carregado e Estação de Lisboa - Oriente estará articulada com a Linha do Norte; e em Leiria estará articulada com a Linha do Oeste. Assim, para além de conectar as cidades abrangidas pela Linha de Alta Velocidade, estará também a possibilitar novas e mais rápidas ligações a vários destinos existentes na Rede Ferroviária Convencional.

### Nova Travessia do Rio Douro
O projeto contempla a construção da oitava ponte sobre o Douro, que terá o nome Ponte de D. António Francisco dos Santos, em homenagem ao antigo bispo do Porto. Esta ponte fará a ligação de Alta Velocidade entre a Estação de Porto-Campanhã e a nova estação de metro de Santo Ovídio, em Vila Nova de Gaia. Inicialmente estavam previstos dois tabuleiros, um superior para a ferrovia e um inferior para a rodovia.
Em abril de 2025, foi decidido que para o traçado da alta velocidade, sobre o rio Douro, serão construídas duas pontes. 
De acordo com a proposta do consórcio LusoLav, responsável pela linha de alta velocidade entre Porto e Oiã, haverá uma travessia, à cota alta, só para o comboio; e outra dedicada ao tráfego rodoviário, à cota baixa e com ligação entre Oliveira do Douro e a marginal portuense.

## Estações Ferroviárias
A nova linha de alta velocidade terá seis estações ferroviárias ao longo do seu percurso, das quais somente uma será construída de raiz, a nova estação ferroviária de alta velocidade no município de Vila Nova de Gaia. As restantes cinco estações ferroviárias são as estações já existentes, que serão ampliadas para receberem os serviços ferroviários de alta velocidade.

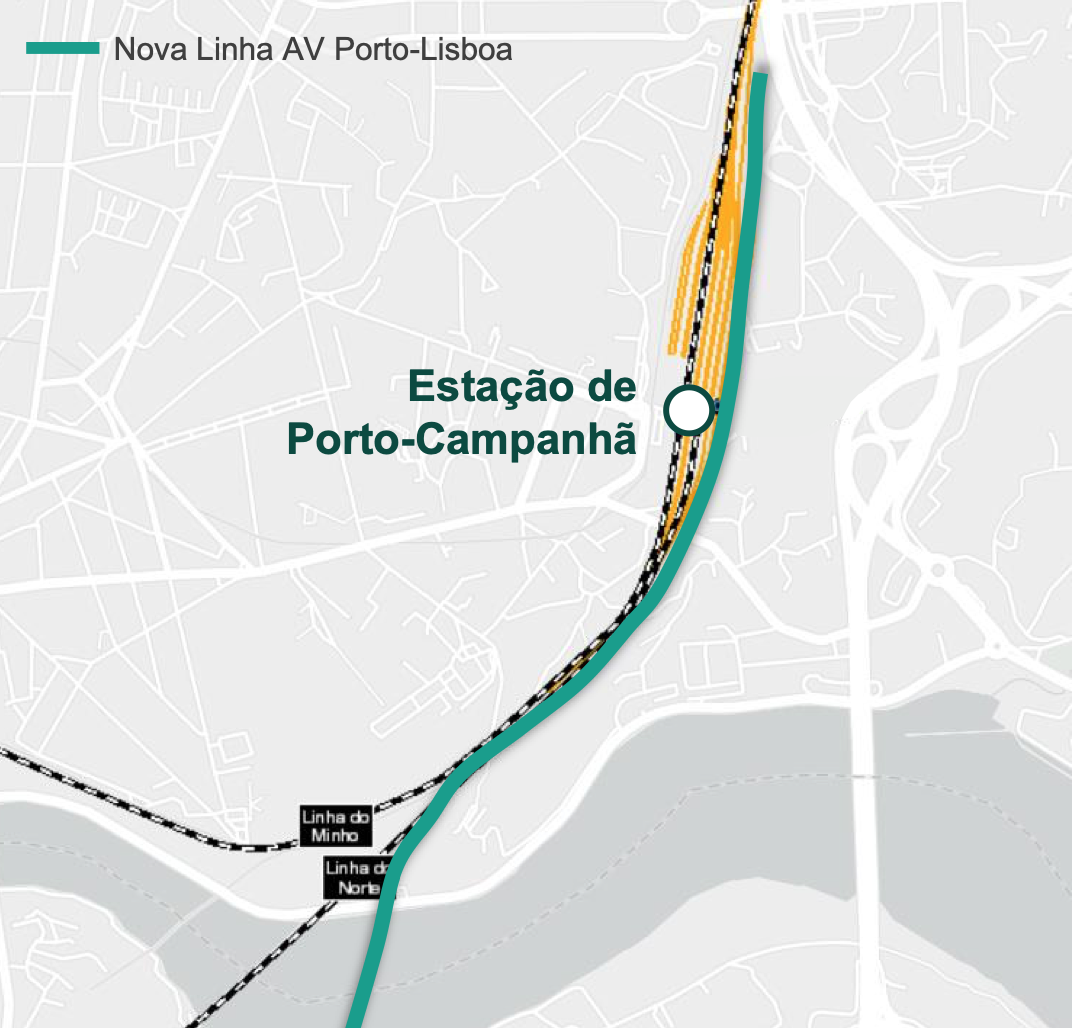
Localização da estação Porto-Campanhã

### Porto-Campanhã
A nova estação de Porto-Campanhã faz parte da 1ª Fase e encontrar-se-á no mesmo local da estação atual sendo que será parte de uma ampliação e renovação da mesma. Sendo já uma estação importante, não só para a cidade do Porto e a sua área metropolitana, mas sim para toda a Região do Norte, já que dispõe de uma ligação a várias linhas do Metro do Porto, de todos os tipos de serviços da rede urbanos do Porto, serviços regionais e de longo curso. Estará ligada diretamente à Linha do Minho e também já preparada para a 1ª Fase da Linha de Alta Velocidade Porto–Vigo. Será também construída com a ligação ao Aeroporto do Porto em túnel já prevista. O projeto será desenvolvido em parceria com a Câmara Municipal do Porto enquadrado no Plano de Urbanização.
A Linha do Minho será quadruplicada no troço congestionado entre a Estação de Contumil e a Estação de Ermesinde de modo a segregar os tráfegos da linha do Minho e da linha do Douro, garantindo mais fiabilidade dos serviços e uma maior oferta de capacidade aos utilizadores dos comboios Urbanos, InterRegionais e de longo curso.
Através de serviços ferroviários de passageiros, a estação de Porto-Campanhã estará a 5 minutos da nova estação ferroviária de alta velocidade em Vila Nova de Gaia, a 24 minutos da estação de Aveiro, a 43 minutos da estação de Coimbra, a 1h03 minutos da estação de Leiria e a 1h43 minutos da estação de Lisboa-Oriente. Com serviços diretos, a estação de Lisboa-Oriente ficará somente a 1h19 minutos da estação de Porto-Campanhã.

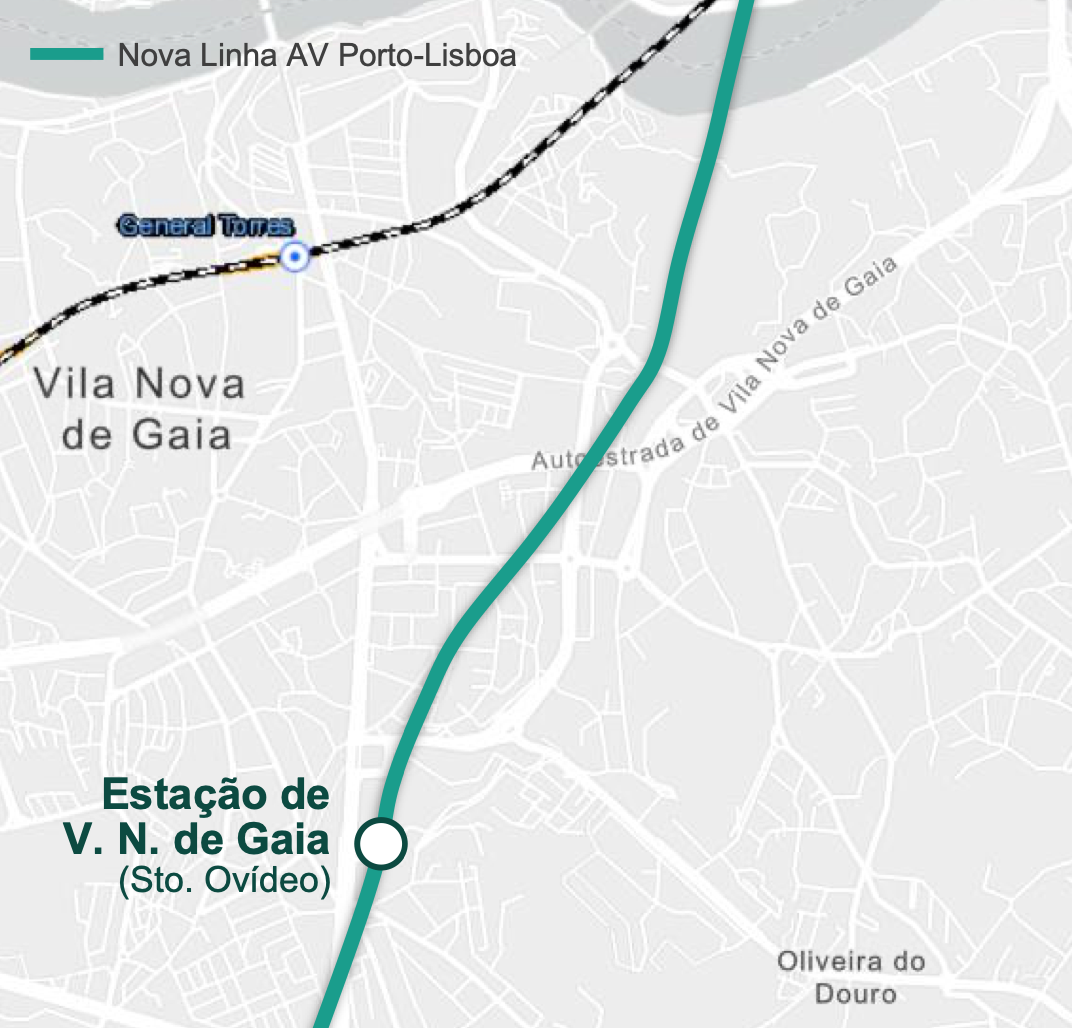
Localização da estação de Gaia

### Gaia
A nova estação de Vila Nova de Gaia faz parte da 1ª Fase e será construída de raiz. 
Nos primeiros estudos, a sua nova localização, definida em conjunto com a Câmara Municipal de Vila Nova de Gaia, seria em Santo Ovídio, uma zona de alta densidade populacional, servindo assim como acesso a toda a zona sul da Área Metropolitana do Porto. Em parceria com a Metro do Porto estaria diretamente ligada à estação de Santo Ovídio, servida pela Linha Amarela e que futuramente será expandida para servir a Linha Rubi que está em construção em 2025. Através de serviços ferroviários de passageiros, a estação de Gaia estaria a 5 minutos da estação de Porto-Campanhã, a 19 minutos da estação de Aveiro, a 38 minutos da estação de Coimbra, a 58 minutos da estação de Leiria e a 1h38 minutos da estação de Lisboa-Oriente.
Em abril de 2025, foi decidido que a estação do TGV em Gaia já não será em Santo Ovídio, mas em Vilar do Paraíso, na zona de São Caetano. A nova localização proposta para a Estação de Vila Nova de Gaia fica compreendida entre a Rua da Junqueira de Cima (a norte e poente), a Rua e Travessa do Guardal de Cima (a sul) e a Travessa de Belo Horizonte (a nascente)".
Além de um conjunto de acessibilidades rodoviárias a construir, a proposta inclui "o prolongamento da Linha Rubi, desde Santo Ovídio até à Estação de Alta Velocidade (lado poente)", com custos repartidos entre o consórcio (obra pesada) e a Metro do Porto (instalação da linha e dos respetivos equipamentos).

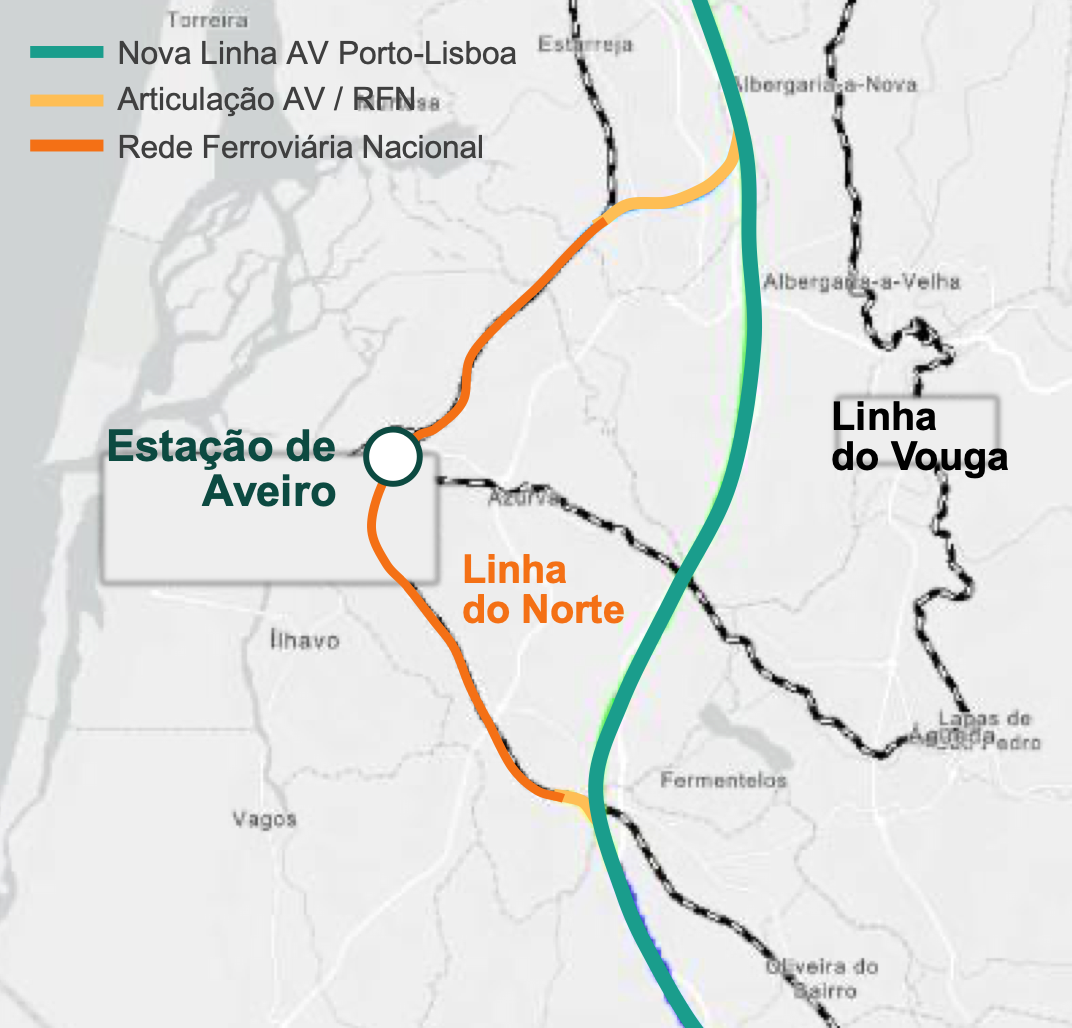
Localização da estação de Aveiro

### Aveiro
A Estação de Aveiro, parte da 1ª Fase, visto ser uma estação relativamente recente sofrerá alterações mínimas, maioritariamente ao nível das plataformas para que estas se possam adaptar aos novos comboios. Esta estação não estará diretamente integrada na Linha de Alta Velocidade sendo conectada através da Linha do Norte com a mesma. Assim, os comboios que façam ligação direta Porto - Lisboa irão manter-se na Linha de Alta Velocidade, que passará ao largo de Aveiro, enquanto que os que terão paragem na cidade irão entrar na Linha do Norte através da articulação das linhas, e posteriormente voltarão à Linha de Alta Velocidade na seguinte articulação das linhas.
Através de serviços ferroviários de passageiros, a estação de Aveiro estará a 19 minutos da nova estação ferroviária de alta velocidade em Vila Nova de Gaia, a 19 minutos da estação de Coimbra, a 24 minutos da estação de Porto-Campanhã, a 39 minutos da estação de Leiria e a 1h19 minutos da estação de Lisboa-Oriente.

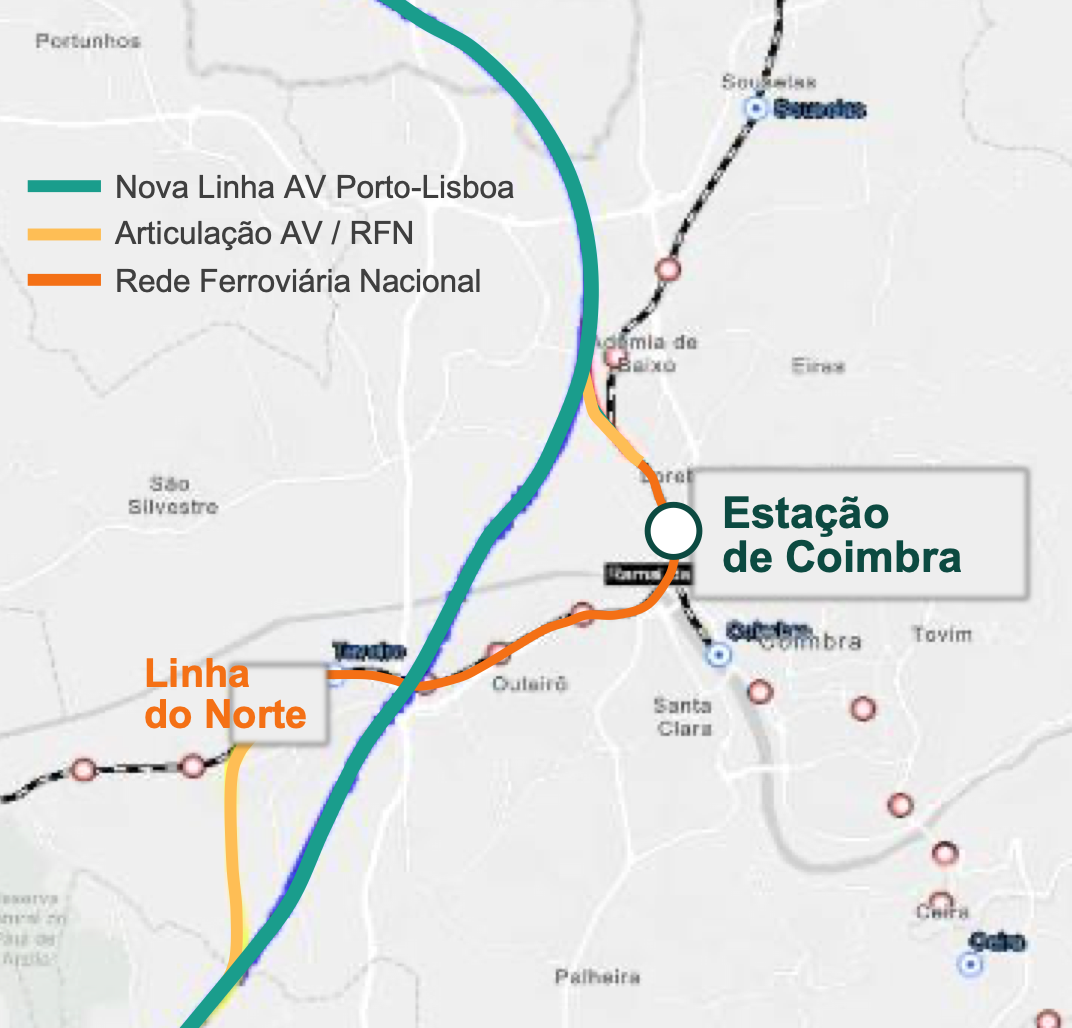
Localização da estação de Coimbra

### Coimbra
A nova Estação de Coimbra será uma renovação intensiva da estação atual e parte da 1ª Fase. É a estação que mais intervenções irá sofrer no plano da Linha de Alta Velocidade visto que a sua renovação tem vindo a ser adiada ao longo dos anos, no entanto é também aquela cujos trabalhos já estão mais avançados com o enquadramento no Plano de Pormenor desenvolvido em parceria com a Câmara Municipal de Coimbra. Esta estação não estará diretamente integrada na Linha de Alta Velocidade sendo conectada através da Linha do Norte com a mesma. Assim, os comboios que façam ligação direta Porto-Lisboa irão manter-se na Linha de Alta Velocidade, que passará às portas da cidade, enquanto que os que terão paragem na cidade irão entrar na Linha do Norte através da articulação das linhas, e posteriormente voltarão à Linha de Alta Velocidade na seguinte articulação das linhas. Com isso a estação estará também completamente compatibilizada com a Rede Ferroviária Convencional e também com o futuro Sistema de Mobilidade do Mondego que se encontra em fase avançada de construção. A Linha do Norte a Sul da Estação de Coimbra, no âmbito da articulação com a Linha de Alta Velocidade, será quadruplicada de modo a melhorar também a capacidade dos comboios Urbanos e InterRegionais que fazem ligação à Figueira da Foz com quem a Alta Velocidade partilhará o troço.

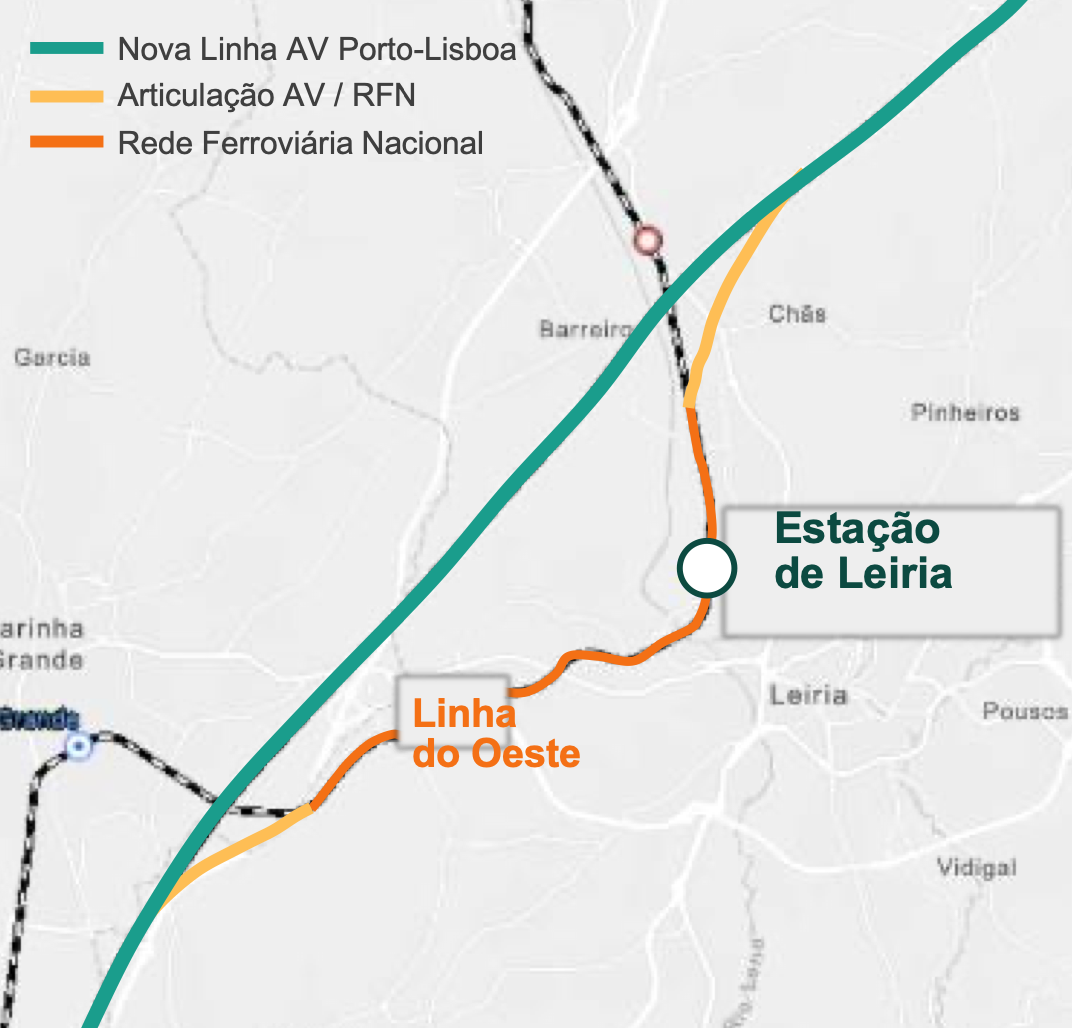
Localização da estação de Leiria

### Leiria
A Estação de Leiria é parte da 2ª Fase da Linha de Alta Velocidade. Encontra-se atualmente em fase de estudos juntamente com a Câmara Municipal de Leiria para a sua adaptação à Alta Velocidade continuando, no entanto, totalmente articulada com a Rede Ferroviária Convencional. Esta estação não estará diretamente integrada na Linha de Alta Velocidade sendo conectada através da Linha do Oeste com a mesma. Assim, os comboios que façam ligação direta Porto-Lisboa irão manter-se na Linha de Alta Velocidade, que passará junto da cidade, enquanto que os que terão paragem na cidade irão entrar na Linha do Oeste através da articulação das linhas, e posteriormente voltarão à Linha de Alta Velocidade na seguinte articulação das linhas. O atual projeto de modernização da Linha do Oeste, contempla a duplicação da via no troço dessa linha por onde a Alta Velocidade servirá Leiria.

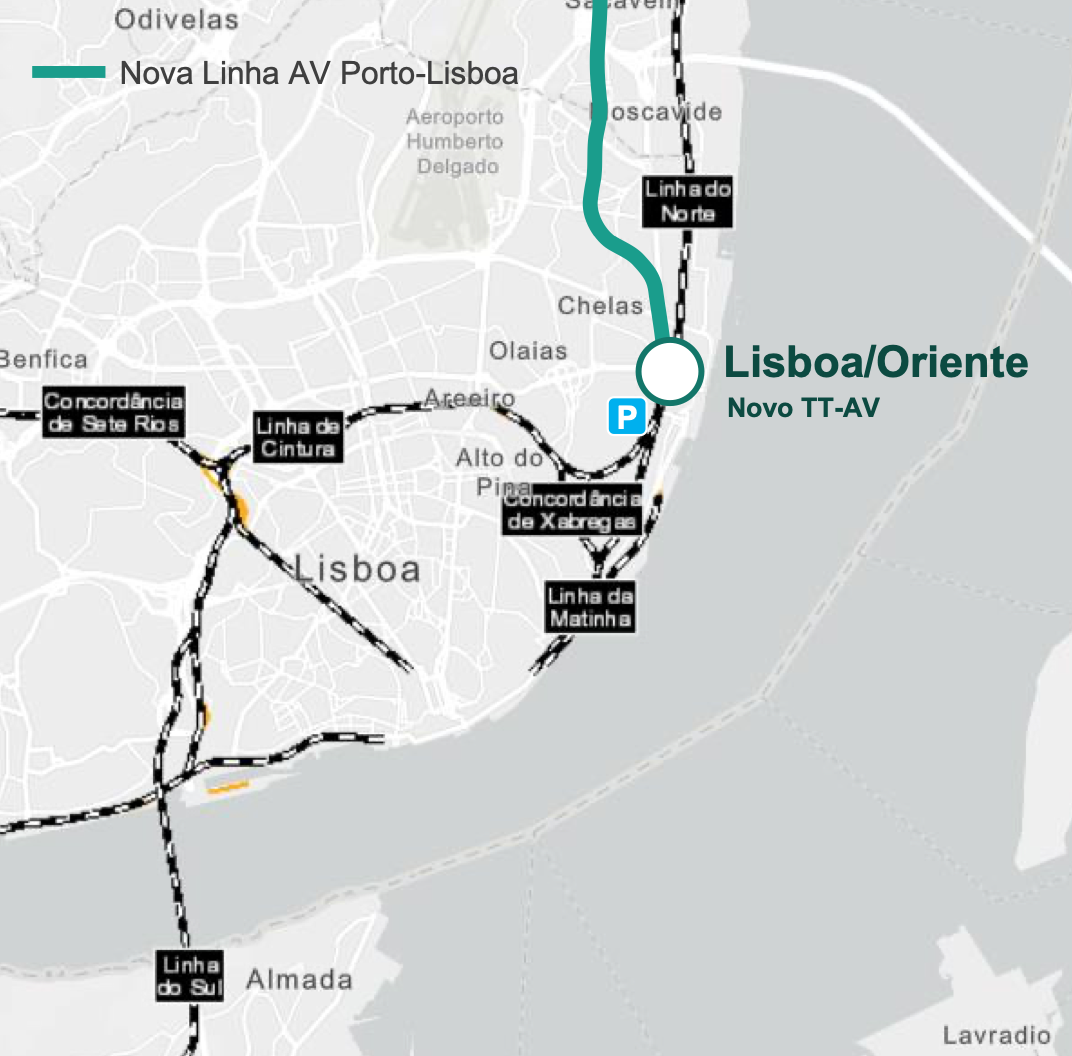
Localização da estação Lisboa-Oriente

### Lisboa-Oriente e Terminal Técnico
A Estação de Lisboa - Oriente, parte da 3ª Fase, será alvo de uma grande ampliação que contará também com a construção de um novo Terminal Técnico. Os trabalhos estão a ser feitos com o arquiteto original da estação Santiago Calatrava, e há já um design finalizado que conta com a construção de três novas linhas do lado terra com capacidade para Alta Velocidade e a jusante o Terminal Técnico que permitirá eventuais intervenções para a manutenção dos comboios. Este projeto está totalmente compatibilizado com o projeto de quadruplicação da Linha de Cintura que se encontra neste momento a decorrer e também com uma futura Terceira Travessia do Tejo cujo construção está prevista no Plano Nacional Ferroviário e que ligará a capital ao novo Aeroporto Luís de Camões.